# Specie di Tragopogon
Elenco delle 124 specie di Tragopogon:

## A
- Tragopogon acanthocarpus Boiss., 1849
- Tragopogon alaicus S.A.Nikitin, 1937
- Tragopogon albinervis Freyn & Sint., 1892
- Tragopogon albomarginatus Kitam., 1957
- Tragopogon altaicus  S.A.Nikitin & Schischk.
- Tragopogon anatolicus  A.Duran, B.Dogan & Cokunç.
- Tragopogon angustifolius Bell. ex Willd., 1803
- Tragopogon armeniacus Kuth., 1953
- Tragopogon artvinensis  Makbul, Gültepe & Cokunç
- Tragopogon aureus Boiss., 1875

## B
- Tragopogon badachschanicus Boriss., 1964
- Tragopogon bakhtiaricus Rech.f., 1977
- Tragopogon balcanicus Velen., 1866
- Tragopogon bjelorussicus Artemczuk, 1937
- Tragopogon bombycinus Gredilla, 1900
- Tragopogon bornmuelleri Ownbey & Rech.f., 1977
- Tragopogon borysthenicus Artemczuk, 1937
- Tragopogon brevirostris DC., 1838
- Tragopogon buphthalmoides (DC.) Boiss., 1875

## C

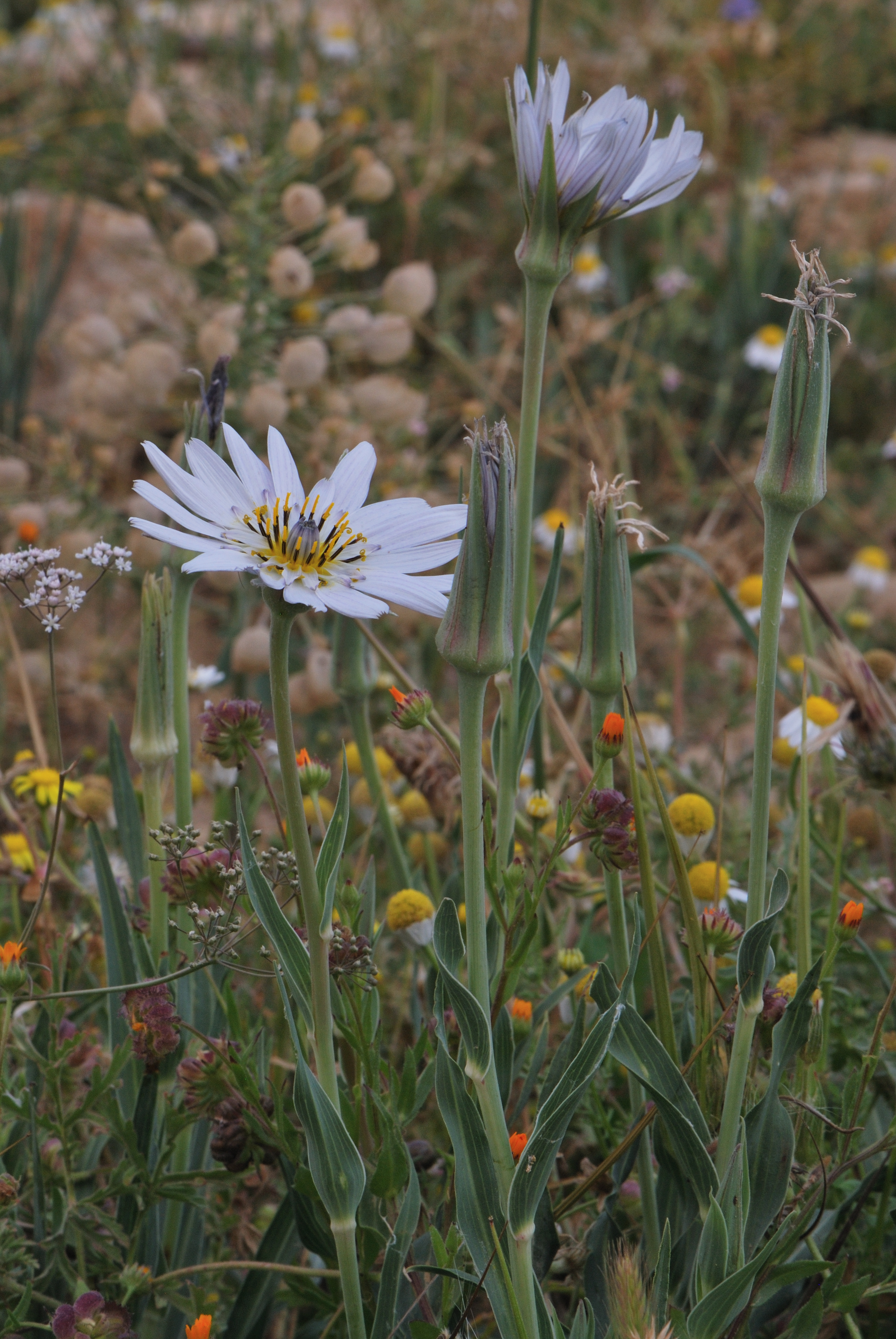
Tragopogon collinus

- Tragopogon capitatus S.A.Nikitin, 1938
- Tragopogon caricifolius Boiss., 1846
- Tragopogon castellanus Leresche & Levier, 1881
- Tragopogon cazorlanus C.Díaz & Blanca, 2004
- Tragopogon charadzeae Kuth., 1953
- Tragopogon coelesyriacus Boiss.
- Tragopogon colchicus Albov, 1895
- Tragopogon collinus DC., 1838
- Tragopogon coloratus C.A.Mey., 1831
- Tragopogon conduplicatus S.A.Nikitin, 1938
- Tragopogon x crantzii Dichtl, 1883
- Tragopogon cretaceus S.A.Nikitin, 1938
- Tragopogon crocifolius L., 1759

## D

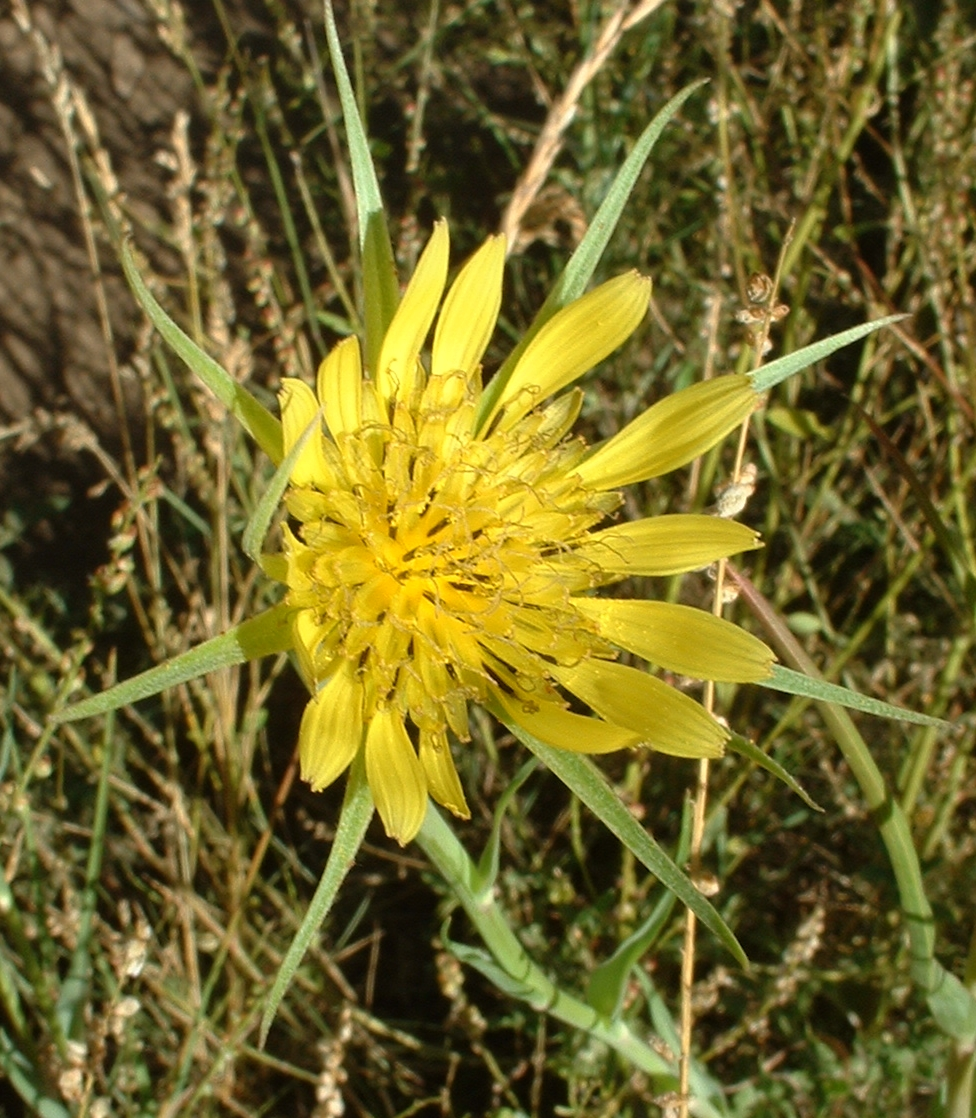
Tragopogon dubius

- Tragopogon dasyrhynchus Artemczuk, 1937
- Tragopogon dubius Scop.

## E
- Tragopogon elatior Steven, 1856
- Tragopogon elongatus S.A.Nikitin, 1937
- Tragopogon erostris Boiss. & Hausskn., 1875

## F
- Tragopogon fibrosus Freyn & Sint. ex Freyn & Sint., 1895
- Tragopogon filifolius Rehm. ex Boiss., 1875
- Tragopogon floccosusWaldst. & Kit., 1802

## G
- Tragopogon gaudanicus Boriss., 1960
- Tragopogon gongylorrhizus Rech.f., 1977
- Tragopogon gorskianus Rchb.f., 1858
- Tragopogon gracilis D.Don, 1820
- Tragopogon graminifolius DC., 1838

## H
- Tragopogon heteropappus C.H.An, 1999
- Tragopogon heterospermus Schweigg., 1812

## I
- Tragopogon idae Kuth., 1957

## J
- Tragopogon jesdianus Boiss. & Buhse, 1860

## K
- Tragopogon karelinii S.A.Nikitin, 1938
- Tragopogon karjaginii Kuth., 1957
- Tragopogon kasahstanicus S.A.Nikitin, 1937
- Tragopogon kashmirianus G.Singh, 1976
- Tragopogon kemulariae Kuth., 1953
- Tragopogon ketzkhovelii Kuth., 1951
- Tragopogon kindingeri Adamović, 1905
- Tragopogon kopetdaghensis Boriss., 1960
- Tragopogon kotschyi Boiss., 1849
- Tragopogon kultiassovii Popov ex S.A.Nikitin, 1938
- Tragopogon kurdistanicus Chrtek & Hadač, 1974

## L
- Tragopogon lainzii Suár.-Sant., P.S.Soltis, Soltis, C.Díaz & Blanca
- Tragopogon lamottei Rouy, 1881
- Tragopogon lassithicus Rech.f., 1943
- Tragopogon latifolius Boiss., 1844
- Tragopogon leonidae Kuth., 1973
- Tragopogon leucanthus Rech.f., 1977
- Tragopogon longifolius Heldr. & Sart. ex Boiss., 1856

## M
- Tragopogon macropogon C.A.Mey., 1838
- Tragopogon makaschwilii Kuth., 1953
- Tragopogon malikus S.A.Nikitin, 1937
- Tragopogon marginatus Boiss. & Buhse, 1860
- Tragopogon marginifolius Pavlov, 1860
- Tragopogon maroofii  Mahmoodi & Safavi
- Tragopogon maturatus Boriss., 1960
- Tragopogon meskheticus Kuth., 1953
- Tragopogon minor  Mill.
- Tragopogon x mirabilis Rouy, 1890
- Tragopogon x mirus Ownbey, 1950
- Tragopogon x miscellus Ownbey, 1950
- Tragopogon montanus S.A.Nikitin, 1938

## O
- Tragopogon oligolepis Hartvig & Strid, 1978
- Tragopogon olympicus Boiss., 1849
- Tragopogon orientalis L., 1753
- Tragopogon otschiaurii Kuth., 1973

## P

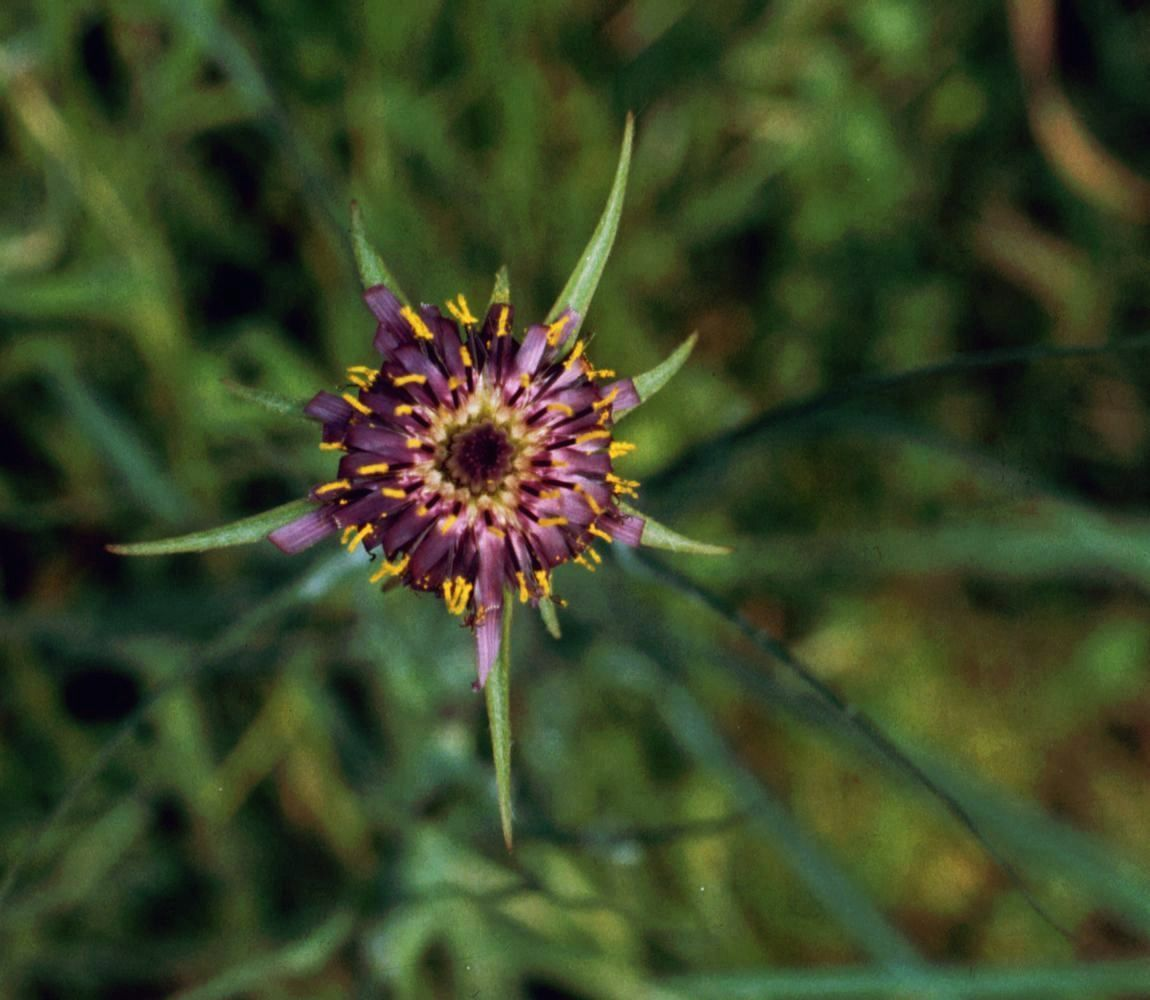
Tragopogon porrifolius

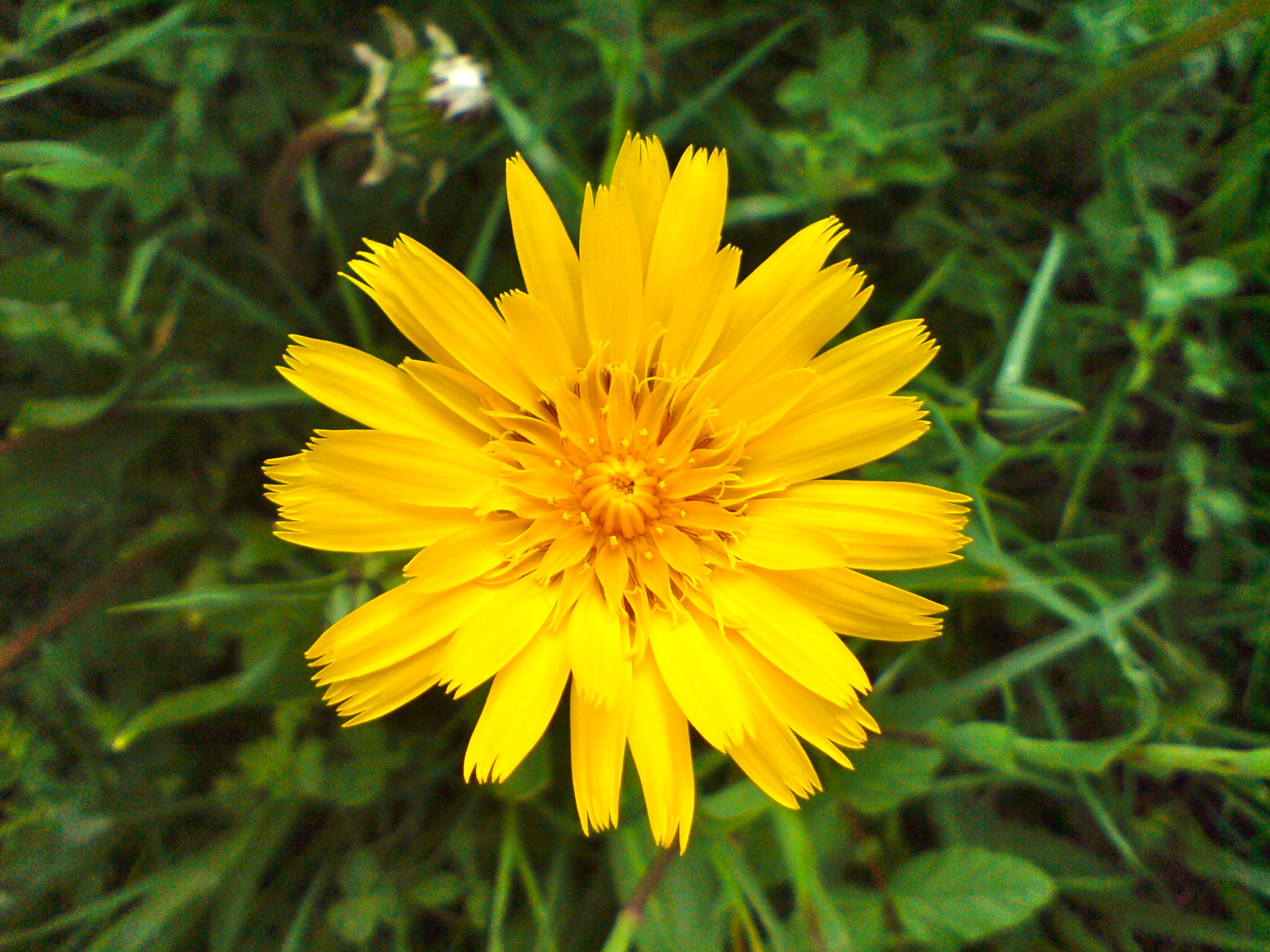
Tragopogon pratensis

- Tragopogon paradoxus S.A.Nikitin, 1933
- Tragopogon pichleri Boiss., 1875
- Tragopogon podolicus (DC.) S.A.Nikitin, 1936
- Tragopogon porphyrocephalus Rech.f., 1977
- Tragopogon porrifolius L., 1753
- Tragopogon pratensis L., 1753
- Tragopogon pseudocastellanus Blanca & C.Díaz, 1996
- Tragopogon pseudomajor S.A.Nikitin, 1937
- Tragopogon pterocarpus DC., 1838
- Tragopogon pterodes Pančić, 1882
- Tragopogon pusillus M.Bieb., 1819

## R
- Tragopogon rechingeri Ownbey, 1977
- Tragopogon reticulatus Boiss. & A.Huet, 1856
- Tragopogon rezaiyensis Rech.f., 1977
- Tragopogon ruber S.G.Gmel., 1774
- Tragopogon ruthenicus Besser ex Krasch. & S.A.Nikitin, 1930

## S
- Tragopogon sabulosus Krasch. & S.A.Nikitin, 1930
- Tragopogon samaritanii Boiss., 1856
- Tragopogon scoparius S.A.Nikitin, 1937
- Tragopogon segetum Kuth., 1953
- Tragopogon serawschanicus S.A.Nikitin, 1933
- Tragopogon serotinus Sosn., 1951
- Tragopogon sibiricus Ganesch., 1915
- Tragopogon soltisiorum Mavrodiev, 2008
- Tragopogon songoricus S.A.Nikitin, 1933
- Tragopogon sosnowskyi Kuth., 1949
- Tragopogon stribrnyi Hayek, 1921
- Tragopogon stroterocarpus Rech.f., 1977
- Tragopogon subacaulis O.Schwarz, 1934
- Tragopogon subalpinus S.A.Nikitin, 1937

## T
- Tragopogon tanaiticus Artemczuk, 1937
- Tragopogon tasch-kala  Kuth.
- Tragopogon tomentosulus Boriss., 1960
- Tragopogon tommasinii Sch.Bip., 1851
- Tragopogon trachycarpus S.A.Nikitin, 1938
- Tragopogon tuberosus K.Koch, 1851
- Tragopogon turcicus  Cokunç., Gültepe & Makbul
- Tragopogon turkestanicus S.A.Nikitin ex Pavlov

## U
- Tragopogon ucrainicus Artemczuk, 1937
- Tragopogon undulatus Jacq., 1781

## V
- Tragopogon vaginatus Ownbey & Rech.f., 1977
- Tragopogon vanensis  Gültepe, Co?kunç. & Makbul
- Tragopogon verrucosobracteatus C.H.An, 1999
- Tragopogon vvedenskyiPopov, 1933